# Eupithecia sylpharia
Eupithecia sylpharia là một loài bướm đêm trong họ Geometridae.